# Division nationale (Schach) 2001/02
Die Division nationale (Schach) 2001/02 war die höchste Spielklasse der luxemburgischen Mannschaftsmeisterschaft im Schach.
Meister wurde zum siebten Mal in Folge Gambit Bonnevoie. Aus der Promotion d'honneur waren die zweite Mannschaft von Le Cavalier Differdange und der Schachklub Nordstad aufgestiegen. Während Differdanges zweite Mannschaft den Klassenerhalt erreichte, musste Nordstad direkt wieder absteigen. Zu den gemeldeten Mannschaftskadern siehe Mannschaftskader der Division nationale (Schach) 2001/02.

## Modus
Das Turnier war unterteilt in eine Vorrunde und eine Endrunde. Die acht teilnehmenden Mannschaften spielten zunächst ein einfaches Rundenturnier. Die ersten Vier spielten im Poule Haute um den Titel, die letzten vier im Poule Basse gegen den Abstieg. Über die Platzierung entschied zunächst die Summe der Mannschaftspunkte (1 Punkt für einen Sieg, 0,5 Punkte für ein Unentschieden, 0 Punkte für eine Niederlage), anschließend die Zahl der Brettpunkte (1 Punkt für einen Sieg, 0,5 Punkte für ein Remis, 0 Punkte für eine Niederlage). Für die Endplatzierung wurden sowohl die Punkte aus der Vorrunde als auch die Punkte aus der Endrunde berücksichtigt.

## Spieltermine
Die Wettkämpfe wurden ausgetragen am 4. Oktober, 18. November, 2. und 16. Dezember 2001, 6. und 20. Januar, 3. und 24. Februar, 3. und 17. März 2002.

## Vorrunde
Wie in den Vorjahren qualifizierten sich Gambit Bonnevoie, Le Cavalier Differdange, Cercle d'échecs Dudelange und De Sprénger Echternach für den Poule Haute.

### Abschlusstabelle
| Pl. | Verein                                      | Sp | G | U | V | MP      | Brett-P.  |
| --- | ------------------------------------------- | -- | - | - | - | ------- | --------- |
| 01. | Gambit Bonnevoie (M)                        | 7  | 6 | 0 | 1 | 6:1     | 41,5:14,5 |
| 02. | Cercle d'échecs Dudelange                   | 7  | 6 | 0 | 1 | 6:1     | 34,5:21,5 |
| 03. | Le Cavalier Differdange I. Mannschaft       | 7  | 5 | 1 | 1 | 5,5:1,5 | 34,0:22,0 |
| 04. | De Sprénger Echternach                      | 7  | 4 | 1 | 2 | 4,5:2,5 | 30,5:25,5 |
| 05. | Le Cavalier Differdange II. Mannschaft (N)  | 7  | 3 | 0 | 4 | 3:4     | 23,5:32,5 |
| 06. | Schachklub Nordstad (N)                     | 7  | 2 | 0 | 5 | 2:5     | 24,5:31,5 |
| 07. | Le Cavalier Belvaux                         | 7  | 1 | 0 | 6 | 1:6     | 23,5:32,5 |
| 08. | Cercle d'échecs Philidor Dommeldange-Beggen | 7  | 0 | 0 | 7 | 0:7     | 12,0:44,0 |

### Entscheidungen
|     | Teilnehmer am Poule Haute: Gambit Bonnevoie, Cercle d'échecs Dudelange, Le Cavalier Differdange I. Mannschaft, De Sprénger Echternach                    |
|     | Teilnehmer am Poule Basse: Le Cavalier Differdange II. Mannschaft, Schachklub Nordstad, Le Cavalier Belvaux, Cercle d'échecs Philidor Dommeldange-Beggen |
| (M) | Meister der letzten Saison |
| (N) | Aufsteiger der letzten Saison |

### Kreuztabelle
| Ergebnisse | Ergebnisse                                  | 01. | 02. | 03. | 04. | 05. | 06. | 07. | 08. |
| ---------- | ------------------------------------------- | --- | --- | --- | --- | --- | --- | --- | --- |
| 01.        | Gambit Bonnevoie                            |     | 5   | 3½  | 6   | 6   | 7   | 6   | 8   |
| 02.        | Cercle d'échecs Dudelange                   | 3   |     | 4½  | 5   | 5   | 5½  | 5   | 6½  |
| 03.        | Le Cavalier Differdange I. Mannschaft       | 4½  | 3½  |     | 4   | 7   | 5½  | 4½  | 5   |
| 04.        | De Sprénger Echternach                      | 2   | 3   | 4   |     | 5   | 5   | 4½  | 7   |
| 05.        | Le Cavalier Differdange II. Mannschaft      | 2   | 3   | 1   | 3   |     | 5   | 4½  | 5   |
| 06.        | Schachklub Nordstad                         | 1   | 2½  | 2½  | 3   | 3   |     | 5   | 7½  |
| 07.        | Le Cavalier Belvaux                         | 2   | 3   | 3½  | 3½  | 3½  | 3   |     | 5   |
| 08.        | Cercle d'échecs Philidor Dommeldange-Beggen | 0   | 1½  | 3   | 1   | 3   | ½   | 3   |     |

## Endrunde

### Poule Haute
Während Bonnevoie in den Vorjahren regelmäßig bereits in der Vorrunde einen deutlichen Vorsprung herausgespielt hatte, gingen sie diesmal nur dank der besseren Brettpunkte vor Dudelange als Tabellenführer in die Endrunde, und auch Differdange hatte noch realistische Titelchancen, da sie nur einen halben Punkt zurücklagen.
Bonnevoie gab gleich zu Beginn der Endrunde ein Unentschieden gegen Echternach ab, besiegte aber seine beiden Konkurrenten im Titelkampf und verteidigte damit den Titel.

#### Abschlusstabelle
| Pl. | Verein                                | Sp | G | U | V | MP      | Brett-P.  |
| --- | ------------------------------------- | -- | - | - | - | ------- | --------- |
| 01. | Gambit Bonnevoie (M)                  | 10 | 8 | 1 | 1 | 8,5:1,5 | 57,5:22,5 |
| 02. | Cercle d'échecs Dudelange             | 10 | 8 | 0 | 2 | 8:2     | 46,0:34,0 |
| 03. | Le Cavalier Differdange I. Mannschaft | 10 | 5 | 2 | 3 | 6:4     | 44,5:35,5 |
| 04. | De Sprénger Echternach                | 10 | 4 | 3 | 3 | 5,5:4,5 | 40,5:39,5 |

#### Entscheidungen
|     | Luxemburgischer Meister: Gambit Bonnevoie |
| (M) | Meister der letzten Saison                |

#### Kreuztabelle
| Ergebnisse | Ergebnisse                            | 01. | 02. | 03. | 04. |
| ---------- | ------------------------------------- | --- | --- | --- | --- |
| 01.        | Gambit Bonnevoie                      |     | 7   | 5   | 4   |
| 02.        | Cercle d'échecs Dudelange             | 1   |     | 4½  | 6   |
| 03.        | Le Cavalier Differdange I. Mannschaft | 3   | 3½  |     | 4   |
| 04.        | De Sprénger Echternach                | 4   | 2   | 4   |     |

### Poule Basse
Der Abstiegskampf blieb bis zum Schluss spannend. Vor der letzten Runde hatte sich Differdanges zweite Mannschaft bereits den Klassenerhalt gesichert, während Belvaux, Nordstad und Dommeldange-Beggen mit je 2 Punkten gleichauf lagen. Nordstad und Dommeldange-Beggen trennten sich 4:4, was für beide den Abstieg bedeutete, da sich Belvaux gegen Differdanges zweite Mannschaft durchsetzte.

#### Abschlusstabelle
| Pl. | Verein                                      | Sp | G | U | V | MP      | Brett-P.  |
| --- | ------------------------------------------- | -- | - | - | - | ------- | --------- |
| 05. | Le Cavalier Differdange II. Mannschaft (N)  | 10 | 4 | 0 | 6 | 4:6     | 35,5:44,5 |
| 06. | Le Cavalier Belvaux                         | 10 | 3 | 0 | 7 | 3:7     | 36,0:44,0 |
| 07. | Schachklub Nordstad (N)                     | 10 | 2 | 1 | 7 | 2,5:7,5 | 35,0:45,0 |
| 08. | Cercle d'échecs Philidor Dommeldange-Beggen | 10 | 2 | 1 | 7 | 2,5:7,5 | 25,0:55,0 |

#### Entscheidungen
|     | Absteiger in die Promotion d'honneur: Schachklub Nordstad, Cercle d'échecs Philidor Dommeldange-Beggen |
| (N) | Aufsteiger der letzten Saison                                                                          |

#### Kreuztabelle
| Ergebnisse | Ergebnisse                                  | 05. | 06. | 07. | 08. |
| ---------- | ------------------------------------------- | --- | --- | --- | --- |
| 05.        | Le Cavalier Differdange II. Mannschaft      |     | 3½  | 5   | 3½  |
| 06.        | Le Cavalier Belvaux                         | 4½  |     | 4½  | 3½  |
| 07.        | Schachklub Nordstad                         | 3   | 3½  |     | 4   |
| 08.        | Cercle d'échecs Philidor Dommeldange-Beggen | 4½  | 4½  | 4   |     |

## Die Meistermannschaft
| 1.            | Gambit Bonnevoie |
| Schachfiguren | Fred Berend, Timothy Upton, Denis Baudot, Lars-Bo Rasmussen, Anthony Wirig, Dmitri Goriachnik, Tom Weber, Robert Ackermann, Elisabeth Pähtz, Pierre Blaeser, Gilles Daubenfeld, Elvira Berend, René Kalmes, Michail Iwanow, Thomas Pähtz, Michael Wiedenkeller, Francis Schmit. |